# Kjartan Haugen
Kjartan Haugen, född 6 mars  1975 i Trondheim är en norsk längdåkare. Han bär protes på ena benet och tävlar i klass LW4.

## Vinster
- Paralympiska vinterspelen 2006 
  - Guld, längdskidåkning stafett 1x3,75 km + 2x5 km